# كريس وارد
كريس وارد (بالإنجليزية: Chris Ward)‏ (28 أبريل 1981 ببرستون في المملكة المتحدة - ) هو لاعب كرة قدم بريطاني في مركز الهجوم. لعب مع برمنغهام سيتي وفوريست غرين ونادي ساوثبورت ونادي تشورلي وكندل تاون ‏ وBamber Bridge F.C. ‏ وClitheroe F.C. ‏ وLancaster City F.C. ‏ وMossley A.F.C. ‏ ونورثويتش فيكتوريا ونادي بارو ولينكولن سيتي أف سي وليه جنيسيس ‏.

## وصلات خارجية
- كريس وارد على موقع Soccerbase.com (لاعب) (الإنجليزية)